# Oussama Tannane
Oussama Tannane (Tétouan, 23 maart 1994) is een Nederlands-Marokkaans voetballer die als aanvallende middenvelder speelt. Hij verruilde in juni 2023 N.E.C. voor Umm Salal. Tannane debuteerde in 2016 in het Marokkaans voetbalelftal.

## Clubcarrière

### Jeugd
Tannane begon met voetballen bij AVV Zeeburgia en werd op zijn negende opgenomen in de jeugdopleiding van Ajax. Dat stuurde hem na anderhalf jaar weg, waarna hij via AVV Zeeburgia en de jeugd van FC Utrecht in de jeugd van PSV werd opgenomen. Ook PSV stuurde hem na verloop van tijd weg, waarna sc Heerenveen hem oppikte.

### SC Heerenveen
Tannane tekende op 1 februari 2012 een contract voor anderhalf jaar bij sc Heerenveen. Hiervoor maakte hij op 2 augustus 2012 zijn debuut in het betaald voetbal. Hij deed die dag mee in een met 4–0 gewonnen thuiswedstrijd in de derde kwalificatieronde voor de UEFA Europa League, tegen Rapid Boekarest. Hij kwam slechts tot 12 wedstrijden voor sc Heerenveen dat seizoen.

### Heracles Almelo
Tannane verruilde Heerenveen in 2013 voor Heracles Almelo. Hiervoor speelde hij in zijn eerste twee seizoenen meer dan veertig wedstrijden in de Eredivisie. Na meerdere incidenten en disciplinaire schorsingen, zette Heracles Almelo hem in februari 2015 uit de selectie, om hem daarna toch weer in genade aan te nemen.
Tannane scoorde in de derde speelronde van het seizoen 2015/16 vier keer in één wedstrijd, uit tegen SC Cambuur (1–6). Hij maakte al zijn doelpunten in de eerste helft. Hiermee was hij sinds de start van het betaald voetbal de eerste speler van de club uit Almelo die vier keer in één speelhelft scoorde. In totaal kwam Tannane tot 59 wedstrijden voor Heracles Almelo, waarin hij goed was voor 23 goals en negen assists.

### Saint-Étienne (verhuur UD Las Palmas en FC Utrecht)
In januari 2016 tekende hij een contract tot medio 2020 bij AS Saint-Étienne. Daar speelde hij tweeëneenhalf jaar, maar was hij nooit onomstreden. Hij kwam in die tijd niet verder dan 47 wedstrijden, vijf goals en vier assists. Vervolgens werd hij twee keer verhuurd door de Franse club.
Hij speelde een half seizoen bij UD Las Palmas, waar hij met nul goals en twee assists in elf wedstrijden opnieuw weinig potten kon breken. In het seizoen 2018/19 werd hij verhuurd aan FC Utrecht, waar hij in het eerste halfjaar tot zestien wedstrijden, één goal en vier assists kwam. In de tweede seizoenshelft werd hij na een lelijke tackle en opvolgend opstootje op de training met Sean Klaiber disciplinair geschorst. Dit betekende het einde van zijn periode bij FC Utrecht.

### Vitesse
In de zomer van 2019 maakte Tannane de overstap naar Vitesse. In zijn eerste seizoen groeide hij uit tot basisspeler. Daarnaast werd hij weer opgenomen in het nationale team van Marokko. In zijn tweede seizoen eindigde de club op de vierde plek in de Eredivisie, en behaalde hij de bekerfinale en de voorrondes van de UEFA Europa Conference League. Na het seizoen riep de sportredactie van Omroep Gelderland Tannane uit tot Gelders voetballer van het jaar.
In de zomer van 2021 gaf Tannane aan te willen vertrekken bij Vitesse, maar de transfer kwam er niet. In augustus 2021 wist hij zich met Vitesse definitief te plaatsen voor de groepsfase van de UEFA Europa Conference League, door twee voorrondes te winnen van Dundalk en Anderlecht.
De verhouding tussen de speler en trainer verslechterde en daags voor de Europese ontmoeting met Stade Rennais barstte de bom. In september 2021 werd Tannane definitief uit de selectie gezet. Pas op 7 januari 2022 maakte Vitesse bekend dat het contract van Tannane in onderling overleg is ontbonden, waarmee de wegen van Tannane en Vitesse definitief scheidden. In de tussentijd hield Tannane zijn conditie op peil bij het tweede elftal van de Arnhemse club.

### Göztepe SK
Enkele dagen later werd bekend dat hij zijn loopbaan voortzette bij het Turkse Göztepe SK. Mede door blessureleed kwam hij slechts tot vijf wedstrijden, die Göztepe SK allemaal verloor. Göztepe SK degradeerde aan het eind van het seizoen 2021/22 uit de Süper Lig. Het contract van Tannane liep die zomer af.

### N.E.C.
Op 21 juni 2022 werd bekend dat Tannane voor twee seizoenen tekende bij N.E.C. Op 7 augustus maakte hij zijn debuut in de met 0-1 verloren thuiswedstrijd tegen FC Twente. De week erop, tijdens de 4-1 overwinning op FC Volendam scoorde hij zijn eerste goal voor N.E.C. Op 15 januari 2023 kreeg hij in de derby tegen zijn oude club Vitesse na 23 minuten rood voor het bij de keel grijpen van Kacper Kozłowski. Hiervoor werd hij drie wedstrijden geschorst. Hij was hiervoor vaak de beste speler van NEC, met drie goals en negen assists in vijftien wedstrijden in alle competities. Op 20 maart 2023 scoorde hij tweemaal in de 3-1 overwinning op RKC Waalwijk. In de volgende wedstrijd scoorde hij ook tegen PSV (2-4 nederlaag) twee doelpunten. Op de laatste speelronde tegen Fortuna Sittard (1-1) was hij bij afwezigheid van Lasse Schöne, Jasper Cillessen en Iván Márquez aanvoerder van N.E.C.

### Umm Salal
Op 22 juni 2023 maakte hij per direct de overstap van N.E.C. naar Umm Salal SC in Qatar. Tannane maakte gebruik van een clausule in zijn contract die dit mogelijk maakte.

## Clubstatistieken
| Seizoen        | Club             | Competitie       | Competitie | Competitie | Competitie | Beker | Beker | Beker | Europa | Europa | Europa | Totaal | Totaal | Totaal |
| Seizoen        | Club             | Competitie       | Wed.       | Dlp.       | Ass.       | Wed.  | Dlp.  | Ass.  | Wed.   | Dlp.   | Ass.   | Wed.   | Dlp.   | Ass.   |
| -------------- | ---------------- | ---------------- | ---------- | ---------- | ---------- | ----- | ----- | ----- | ------ | ------ | ------ | ------ | ------ | ------ |
| 2012/13        | sc Heerenveen    | Eredivisie       | 8          | 0          | 0          | 1     | 0     | 1     | 3      | 0      | 0      | 12     | 0      | 1      |
| 2013/14        | Heracles Almelo  | Eredivisie       | 23         | 4          | 1          | 1     | 0     | 0     | —      | —      | —      | 24     | 4      | 1      |
| 2014/15        | Heracles Almelo  | Eredivisie       | 19         | 5          | 5          | 3     | 5     | 0     | —      | —      | —      | 22     | 10     | 5      |
| 2015/16        | Heracles Almelo  | Eredivisie       | 11         | 7          | 3          | 2     | 2     | 0     | —      | —      | —      | 13     | 9      | 3      |
| 2015/16        | AS Saint-Étienne | Ligue 1          | 10         | 2          | 1          | 1     | 1     | 0     | 2      | 0      | 1      | 13     | 3      | 2      |
| 2016/17        | AS Saint-Étienne | Ligue 1          | 17         | 1          | 1          | 1     | 0     | 0     | 10     | 1      | 0      | 28     | 2      | 1      |
| 2017/18        | AS Saint-Étienne | Ligue 1          | 6          | 0          | 1          | —     | —     | —     | —      | —      | —      | 6      | 0      | 1      |
| 2017/18        | → UD Las Palmas  | Primera División | 10         | 0          | 0          | 1     | 0     | 2     | —      | —      | —      | 11     | 0      | 2      |
| 2018/19        | → FC Utrecht     | Eredivisie       | 15         | 1          | 4          | 2     | 0     | 0     | —      | —      | —      | 17     | 1      | 4      |
| 2019/20        | Vitesse          | Eredivisie       | 17         | 5          | 4          | 3     | 1     | 1     | —      | —      | —      | 20     | 6      | 5      |
| 2020/21        | Vitesse          | Eredivisie       | 29         | 7          | 9          | 5     | 1     | 3     | —      | —      | —      | 34     | 8      | 12     |
| 2021/22        | Vitesse          | Eredivisie       | 4          | 0          | 0          | —     | —     | —     | 3      | 1      | 0      | 7      | 1      | 0      |
| 2021/22        | Göztepe SK       | Süper Lig        | 5          | 0          | 0          | —     | —     | —     | —      | —      | —      | 5      | 0      | 0      |
| 2022/23        | N.E.C.           | Eredivisie       | 25         | 6          | 9          | 3     | 1     | 3     | —      | —      | —      | 28     | 7      | 12     |
| 2023/24        | Umm-Salal        | Stars League     | 19         | 5          | 8          | 5     | 3     | 1     | —      | —      | —      | 24     | 8      | 9      |
| 2024/25        | Umm-Salal        | Stars League     | 11         | 4          | 5          | 3     | 0     | 4     |        |        |        | 14     | 4      | 9      |
| Carrièretotaal | Carrièretotaal   | Carrièretotaal   | 229        | 47         | 51         | 31    | 14    | 15    | 18     | 2      | 1      | 278    | 63     | 67     |

## Interlandcarrière
Tannane kwam in 2015 tweemaal uit voor Nederland –21, beide keren als invaller. In 2016 besloot hij om zich beschikbaar te stellen voor Marokko.